# Mathias Gidsel
Mathias Gidsel (født 8. februar 1999) er en dansk håndboldspiller, som spiller for den tyske klub Füchse Berlin og Danmarks håndboldlandshold. Han har med landsholdet vundet VM (tre gange) og OL, og han blev kåret som verdens bedste håndboldspiller i 2023.

## Tidlige liv
Mathias Gidsel stammer fra Skjern og begyndte på Oure efterskole på Sydfyn, da han var 15 år gammel. Planen var at spille lidt håndbold samtidig med det sociale liv på en efterskole. Det tog dog hurtigt fart og blev mere og mere seriøst. Han endte med at bruge 5 år på Oure.

## Karriere

### Klub
Mens han gik på efterskolen, kom han til at spille for GOG fra 2014. I 2017 blev han en del af klubbens seniorhold, og snart viste han sit store talent. Han var blandt andet med til at vinde sølvmedaljer i danmarksturneringen to gange samt pokaltitlen i 2019. Han blev hurtigt en afgørende spiller for klubben, og efter at have vist sig frem på landsholdet skiftede han i 2022 til Füchse Berlin i den tyske Bundesliga. Her fik han hurtigt en kontrakt frem til 2028, som senere blev forlænget til 2029. I 2024-25-sæsonen slog han Bundesligarekorden for flest scoringer i åbent spil i én sæson med 264 mål.
Han spiller i trøje nummer 19, fordi han er inspireret af den franske tidligere landsholdsspiller Luc Abalo.

### Landshold
I efteråret 2020 blev Gidsel udtaget til det danske herrelandshold. Han fik debut den 7. november 2020 mod Finland, hvor han kvitterede med tre mål. Han blev efterfølgende udtaget til truppen til VM 2021, hvor han var med til at blive verdensmester.
Den 15. januar 2021 fik Gidsel slutrundedebut mod Bahrain, hvor han scorede 10 mål på 11 forsøg ved VM i Egypten. Dermed blev han den mest scorende danske debutant ved en slutrunde nogensinde. Tidligere var Lars Christiansen indehaver af denne rekord. Rekorden holdt dog kun seks dage, da hans daværende GOG-klubkammerat Emil Jakobsen scorede 12 mål imod Japan i sin slutrundedebut.
Gidsel spillede generelt et flot VM, der blev kronet med en placering på det officielle all-star-hold for turneringen, mens DR's ekspertkommentator Lars Krogh Jeppesen pegede på Gidsel som bedste dansker i turneringen.
Ved OL 2020 i Tokyo (afholdt i 2021), hvor Danmark vandt sølv, blev Gidsel kåret som turneringens bedste spiller.
I januar 2022 var han med til at vinde EM-bronze, mens han i 2023 var med til at genvinde VM-titlen. Efter EM-sølv i 2024 var han med til at vinde guld ved OL 2024. Ved OL i Paris vandt Danmark først sin indledende pulje med lutter sejre. Efter snævre sejre over Sverige i kvartfinalen og Slovenien i semifinalen sikrede Danmark med Gidsel sig guldet med en sikker sejr over Tyskland i finalen med 39-26. Gidsel blev turneringens topscorer med 62 mål og slog dermed Mikkel Hansens rekord for flest mål i en OL-turnering, og han blev valgt til turneringens mest værdifulde spiller.

## Hæder
- Oven på et historisk 2021 for Mathias Gidsel blev han af DIF, Team Danmark og Politiken kåret til Årets Fund i dansk idræt 2021.[19]
- Han er også blevet kåret til 'Årets Mandlige Håndboldspiller' i Danmark 2021.[20]
- Gidsel blev kåret til verdens bedste håndboldspiller 2023; han blev dermed den tredje dansker, der kunne smykke sig med titlen (efter Mikkel Hansen og Niklas Landin).[21]
- Verdens bedste håndboldspiller 2024[22]
- 'European Olympic Excellence Award' tildelt af EHF (2024).[23]